# 고리슈니차

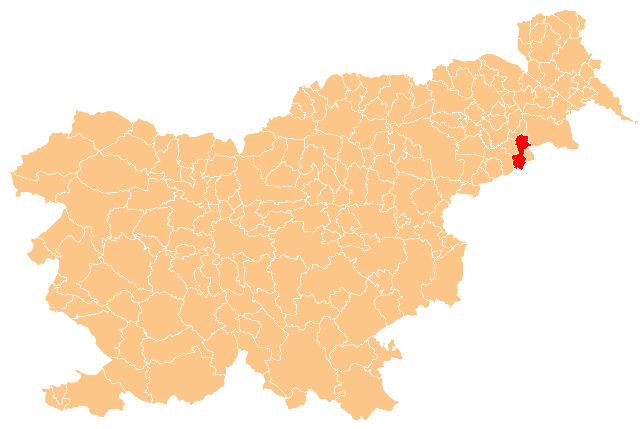
고리슈니차의 위치

고리슈니차(슬로베니아어: Gorišnica)는 슬로베니아 북동부에 위치한 도시로 면적은 61.2km2, 인구는 3,937명(2008년 기준), 인구 밀도는 64.33명/km2이다. 전통적으로는 슈타예르스카 지역에 속한다.